# 艾伦·舒格
艾伦·迈克尔·舒格（Alan Michael Sugar）或舒格男爵（1947年3月24日—）是一位英国商业大亨、媒体名人、作家、政治家和政治顾问。1968年，他创办了消费电子公司阿姆斯特拉德，该公司后来成为他最大的企业。2007年，他以1.25亿英镑的价格，将他在公司的剩余权益出售给了英国天空。
1991至2001年间，舒格担任托特纳姆热刺足球俱乐部的董事长和股东，后于2007年以2500万英镑的价格出售了他在该俱乐部的剩余股份。他还因担任BBC真人秀竞赛节目《学徒》的主持人和“老板”而闻名，该节目自2005年以来每年播出，只有2020年例外。2021年，他还参与了澳大利亚九号电视网的《澳大利亚名人学徒》节目。
根据《星期日泰晤士报》富豪榜，舒格在2015年成为亿万富翁。2021年，他的财富估计为12.1亿英镑，在英国富豪榜上排名138。

## 早年生活
1947年3月24日，艾伦·迈克尔·舒格出生在东伦敦哈克尼区的一个犹太家庭。他父亲内森（Nathan）是伦敦东区服装行业的裁缝。他的外祖父母出生在俄罗斯，祖父出生在波兰。舒格的祖母莎拉·舒格（Sarah Sugar）出生在伦敦，父母是波兰人。
舒格小时候，他们家住的是公营房屋。因为他长着一头浓密的卷发，他被昵称为“拖把头”（Mop head），至今他仍在使用这个昵称。他曾就读于诺斯沃尔德小学（Northwold Primary School），和哈克尼上克莱普顿的布鲁克豪斯中学，并在蔬菜水果店打工赚取外快。16岁离开学校后，他曾短暂地在教育部担任统计员。

## 阿姆斯特拉德
1968年，21岁的舒格用100英镑的邮局积蓄，创立了阿姆斯特拉德。他开始用一辆货车销售汽车无线电天线和其它电器产品。他用50英镑购买了这辆货车，并用8英镑为其上了保险。

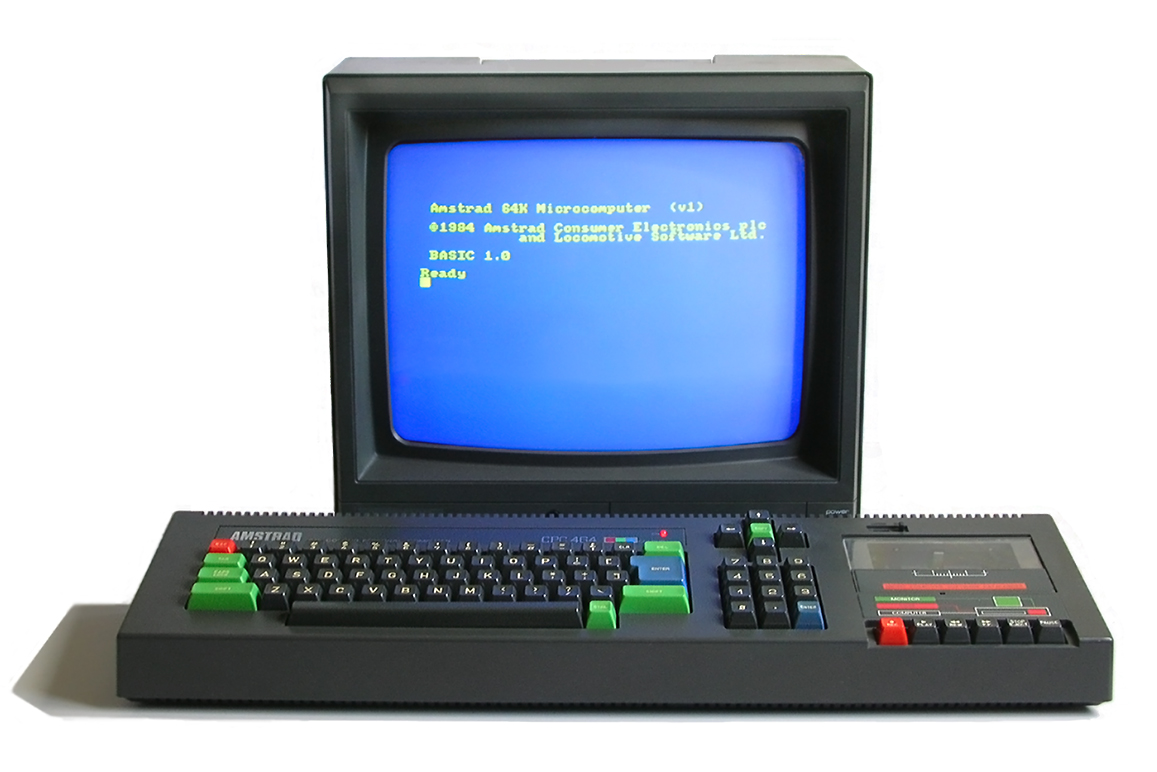
阿姆斯特拉德CPC 464个人计算机

公司名称由他名字的首字母和“trading”（贸易）一词的前四个字母组成（Alan Michael Sugar Trading）。该公司最初是一家综合进出口商和批发商；到1970年，它已经开始涉及制造业。他使用注塑工艺来制作高保真音响的转盘盖，使得其价格大大低于使用真空成型工艺的竞争对手。1970年代中期，制造能力扩大到包括音频放大器、立体声磁带录音机和AM/FM收音机调谐器的生产。在大多数情况下，都能在价格上击败竞争对手。
1980年，阿姆斯特拉德在伦敦证券交易所上市，在1980年代，阿姆斯特拉德的利润和市值每年都翻了一番。到1984年，阿姆斯特拉德认识到家用电脑时代的机遇，推出了一款8位的机器——阿姆斯特拉德CPC 464。CPC系列机是有吸引力的，它具有CP/M功能和良好的BASIC解释器，但它必须与主要对手竞争。其主要竞争对手包括：图形更加复杂的康懋达64，当时流行的Sinclair ZX Spectrum，更不用说高度复杂的BBC Micro。尽管如此，其全球销量仍达300万台，生产寿命长达八年。它启发了带有Zilog Z80克隆处理器的东德版本。1985年，舒格取得了另一项重大突破，推出了阿姆斯特拉德PCW 8256文字处理器，其零售价超过300英镑，但仍然比竞争对手的机器（例如苹果公司的麦金塔+，零售价为2599美元）便宜得多。1986年，阿姆斯特拉德购买了辛克莱计算机产品线的权利，并生产了另外两款与其CPC机风格相似的ZX Spectrum型号。它还开发了PC1512，这是一款PC兼容机，在欧洲非常流行，并且是阿姆斯特拉德PC系列的首款。
1988年，斯图尔特·艾尔索普二世将舒格和杰克·特拉米尔称为“世界上两位视商业如战争的企业家领袖”。1990年代是公司的一段艰难时期。一系列商用PC的推出，受累于希捷提供的不可靠硬盘，引起了客户的高度不满，并损害了阿姆斯特拉德在个人电脑市场的声誉，且从此一蹶不振。随后，希捷被责令向阿姆斯特拉德支付1.53亿美元，用于赔偿其收入损失，后在庭外和解中减少了2200万美元。1990年代初，阿姆斯特拉德开始专注于便携式计算机而非台式计算机。此外在1990年，阿姆斯特拉德凭借Amstrad GX4000进入游戏市场，但在商业上失败了，很大程度上是因为可选择的游戏太少。此外，它立即被日本的Mega Drive和超级任天堂游戏机所取代，它们都有更丰富的游戏选择。1993年，阿姆斯特拉德发布了PenPad（一种PDA），并收购了贝塔康和维格伦，以便更加专注于电信而非计算机。阿姆斯特拉德发布了第一款电话和电子邮件的组合设备，名为em@iler，后又于2002年发布了em@ilerplus，但销量均不理想。
2007年7月31日，英国天空广播公司宣布同意以约1.25亿英镑收购阿姆斯特拉德。在收购时，舒格表示他希望在这个行业中发挥自己的作用，他说：“我今年60了，已经在这个行业忙碌了40年，但现在我必须开始考虑我团队的忠诚员工，他们有许多人已经跟我一起很多年了。”2008年7月2日，舒格宣布辞去阿姆斯特拉德董事长的职务，以专注于其它商业利益。

## 托特纳姆热刺
在与罗伯特·麦克斯韦的收购大战之后，舒格与特里·维纳布尔斯联手，于1991年6月收购了托特纳姆热刺足球俱乐部。舒格的最初投资帮助缓解了俱乐部当时遇到的财务困难，但他只是将托特纳姆视为一项商业投资而非足球投资，这使他成为热刺球迷不欢迎的人物。在舒格担任主席的九年里，托特纳姆热刺没有进入过联赛前六名，只赢得了一座奖杯，即1999年足联杯。
舒格将维纳布尔斯解雇后，维纳布尔斯向高等法院提出上诉，要求复职。关于俱乐部的法律诉讼发生在夏天，舒格胜诉了（参见《Re Tottenham Hotspur plc》 [1994] 1 BCLC 655）。解雇维纳布尔斯的决定激怒了许多托特纳姆球迷，舒格后来说：“我感觉就像我杀死了小鹿斑比。”
1992年，他是当时的五巨头（阿森纳、埃弗顿、利物浦、曼联和托特纳姆）中唯一投票支持英国天空竞购英超转播权的代表。其它四家都投票支持ITV电视网的竞标，因为它承诺更频繁地播放五巨头的比赛。在投票期间，舒格的公司阿姆斯特拉德正在为天空开发卫星天线，尽管舒格在投票前已经宣布了这一点。在谈判过程中，舒格打电话给天空的CEO萨姆·奇泽姆，愤怒地命令他出更高的价“（把ITV）打垮”。
1994年，舒格资助了三名1994年世界杯球星的转会：伊利·、格奥尔基·波佩斯库，以及最著名的尤尔根·克林斯曼，他在英格兰足球的第一个赛季中表现出色，被评为年度足球先生。由于热刺未能获得联盟杯资格，克林斯曼决定援引合同中的选择退出条款，于1995年夏季转投拜仁慕尼黑。舒格拿着克林斯曼最后一次为热刺出战所穿的球衣出现在电视上，表示他不会用它洗车。他将高薪进入英超联赛的外国人称为“卡洛斯球员”（Carlos Kickaballs）。克林斯曼进行报复，称舒格为“没有荣誉的人”，并说：
 他只谈钱，从不谈比赛。我想说，舒格的心是否在俱乐部和足球上，这是一个很大的问题。最大的问题是，商业和足球，他更喜欢哪一个？ ——克林斯曼，1997年12月以租借形式重新加盟托特纳姆。
1998年10月，前托特纳姆前锋泰迪·谢林汉姆出版了自传，他在书中抨击了舒格，说舒格就是他1997年离开托特纳姆的原因。谢林汉姆说，舒格指责他在1993/1994赛季长期托伤缺阵。他还说，他想签个五年合同，但被舒格拒绝了，因为舒格不相信他36岁时仍能进入托特纳姆队。谢林汉姆在曼联效力结束后回到托特纳姆，并仍在一队首发，直到2003年夏天37岁的他离队。谢林汉姆说舒格缺乏雄心，而且虚伪。例如，舒格让他推荐球员；谢林汉姆推荐了英格兰中场球员保罗·，但舒格拒绝了，因为他不想花400万英镑买一个接近30岁的球员。谢林汉姆离开热刺后，舒格却批准了俱乐部以创纪录的600万英镑签下31岁的莱斯·，其工资比谢林汉姆当初想要的还要高。
舒格在热刺期间任命了七名主教练。第一名是彼得·，然后是道格·和雷·克莱门斯的双教练团队，前热刺中场，以及崭露头角的年轻主帅格里·弗朗西斯。1997年，舒格任命不太知名的瑞士人为主帅，令足坛震惊。然而格罗斯只呆了9个月，因为热刺在1998年的最终排名仅为第14位，其后在下个赛季开始的前三场比赛中仅积3分。舒格接下来任命了，他是死敌阿森纳的前球员和主教练。尽管他为托特纳姆赢得了八年来的第一座奖杯，热刺球迷却从未对格雷厄姆产生好感，部分原因是他与阿森纳的关系。他们不喜欢他带给热刺的消极防守的踢球风格；球迷们说，这不是“托特纳姆风格”。
对于舒格将出售其托特纳姆股权的猜测，在2000年12月11日得到证实。最终在2001年2月，舒格将其在托特纳姆的大部分股权出售给了休闲集团ENIC，以2200万英镑的价格出售了该俱乐部27%的股份。2007年6月，舒格以2500万英镑的价格将其剩下的12%股份也出售给了ENIC，结束了他与俱乐部长达16年的合作关系。他形容自己的托特纳姆时光“是在浪费生命”。后来，舒格从其出售托特纳姆热刺股份所得的收益中拿出300万英镑，捐赠给了他的家乡伦敦东区的哈克尼帝国翻修工程。:299

## 《学徒》
舒格是BBC真人秀节目《学徒》的主持人，该节目从2005年起每年播出一季。他与美国版中唐纳德·特朗普的角色相同。舒格每周至少从竞争者中淘汰一人，直到剩下最后一人。在2010年之前，获胜者都会被其公司雇用。从2011年开始，获胜者都赢得了与舒格的合作伙伴关系，包括舒格投资25万英镑建立他们自己的企业。
在第三季，舒格提出了一个条件：节目应该更加以商业为导向，而不仅仅是娱乐，并且他的形象不应该那么刺眼，以扭转他有点好斗的名声。他还表示，希望候选人的水平要高于第二季中出现的那些人（他们给人的印象明显乏善可陈）；另外，应当更仔细地审查候选人的参与动机，因为前两季的某些候选人将他们在节目中的成功经验作为跳板，来成就他们自己的职业生涯（就像第二季的获胜者米歇尔·杜伯里一样，她在上任后仅8个月就离开了阿姆斯特拉德）。2013年9月，舒格在就业法庭对2010年《学徒》获胜者斯特拉·英格利希（Stella English）的反诉中败诉。
舒格批评了美国版《学徒》，因为“他们犯了致命的错误，试图仅仅为了改变而改变，结果却适得其反。”

### 《澳大利亚名人学徒》
2020年9月，澳大利亚九号电视网宣布，舒格将担任《澳大利亚名人学徒》的新任CEO，接替前CEO马克·鲍里斯。

### 《年轻学徒》
《年轻学徒》（第1季称为《Junior Apprentice》，即《少年学徒》）是《学徒》的衍生节目。在节目中，12名十六七岁的年轻人同场竞技，以赢得由舒格提供的25,000英镑奖金。该季共六集，于2010年5月12日开始，在BBC一台和BBC高清台播出，并于6月10日结束。尼克·休尔和卡伦·布雷迪担任舒格的顾问。布雷迪在《少年学徒》中是首次亮相；该节目的播出早于她出现在成年版中。节目结束时，舒格将奖金颁给了17岁的阿琼·拉贾戈尔（Arjun Rajyagor）。蒂姆·安克斯（Tim Ankers）获得第二名。
第二季于2011年10月开始，分八集，共有12名参赛者。该季的冠军是扎拉·布朗莱斯（Zara Brownless），亚军是詹姆斯·麦卡洛（James McCullough）。
《少年学徒》最初于2008年3月提出，并于2009年6月得以确认，评论家的评论以正面为主。2010年英国大选前夕，舒格在戈登·布朗政府的身份引发了关于BBC政治公正性规定的争论，导致《少年学徒》，以及《学徒》第六集普通版都被推迟了。

### 其它电视节目
2008年5月，舒格出现在《没有杰里米·比德尔的观众》节目中，以向杰里米·比德尔致敬，因为他们是亲密的朋友，并且都在2005年出现在《谁想成为百万富翁？》的名人特别节目中。
2009年1月，菲奥娜·布鲁斯制作了BBC二台纪录片《真实的艾伦爵士》（The Real Sir Alan）。同年，舒格还出现在投资银行NS&I和学习与技能委员会的电视广告中，谈论学徒制。
2011年5月，舒格推出了一部探讨英国足球财务困境的纪录片——《舒格勋爵的铲球》（Lord Sugar Tackles Football）。
2012年9月，舒格在《神秘博士》的《3的幂》一集中客串了他自己。舒格的客串是在《学徒》的片场拍摄的。
2012年11月，他在《东区人》的《贫困儿童2012》特别节目中客串了他自己。

## 其它企业

### 安萨航空
安萨公务航空（Amsair Executive Aviation）成立于1993年，由舒格的儿子丹尼尔·保罗·舒格（Daniel Paul Sugar）经营。与阿姆斯特拉德类似，安萨（Amsair）这个名字也取自舒格名字的首字母缩写（Alan Michael Sugar Air）。安萨航空运营着一支大型塞斯纳机队，以及一架注册号为G-SUGA的巴西航空工业莱格塞650，提供商务和公务机包机服务。

### 阿姆斯普罗
阿姆斯普罗（Amsprop）是舒格所拥有的房地产投资公司，现由其子丹尼尔。
《学徒》2007赛季冠军西蒙·安布罗斯，在赛季结束后开始为阿姆斯普罗地产（Amsprop Estates）工作。然而根据2010年4月的报道，他将离职，开始自己创业。

### 维格伦公司
舒格是维格伦公司的所有者（兼董事会主席），该公司是一家IT服务提供商，主要服务对象是教育和公共部门。2009年7月1日，他辞去了职务。在将阿姆斯特拉德出售给英国天空之后，维格伦成为了舒格唯一的IT机构，后于2014年出售给了XMA。

### 阿姆斯克林
舒格是阿姆斯克林（Amscreen）的董事长，该公司由其长子西蒙·舒格（Simon Sugar）经营，专门销售数字标牌屏幕上的广告空间，这些屏幕被提供给零售商、医疗中心和休闲场所。《学徒》冠军亚斯米娜·夏达坦在那里工作，向国民保健署销售产品。
这些屏幕使用名为OptimEyes的人脸检测系统，来尝试识别其观看者的年龄和性别。
2008年7月，阿姆斯克林收购了Comtech M2M。该公司成立于1992年9月，最初专门从事通讯产品零售，后于1999年进入M2M市场。2008年8月29日，Comtech M2M正式更名为阿姆斯克林有限公司（Amscreen Limited）。

### 你视
2011年3月7日，舒格接替了基普·米克在你视董事会的职务。你视以前被称为画布项目（Project Canvas），是BBC发起的IPTV项目，该项目得到了ITV、第四台和第五台的支持，也得到了BT和TalkTalk等宽带提供商的支持。截至2012年3月的一年内，舒格因担任你视主席而获得了50万英镑的报酬。

## 政治参与
2009年2月，《伦敦旗帜晚报》记者安德鲁·吉利根称，舒格已被邀请担任2012年伦敦市长选举的工党候选人。随后舒格在接受《卫报》采访时，嘲笑了这一说法。但是，在2009年6月5日戈登·布朗首相内阁改组期间，BBC报道说，舒格将被授予终身贵族，并被任命为政府的“企业冠军”。2009年6月7日，舒格试图澄清，其任命不是政治性的。他表示，他不会加入政府，这一任命在政治上是中立的，他想做的只是帮助企业和企业家。2009年7月20日，他被任命为伦敦哈克尼区克莱普顿的舒格男爵。2009年11月25日，他在英国上议院发表了首次演讲。
2014年8月，舒格参与签署了一封给《卫报》的信，表达他们希望苏格兰在9月的独立公投中会继续留在英国，他是签署该信的200名公众人物之一。
从1997到2015年，舒格都是工党党员，也是工党捐款最多的人之一。2015年5月11日，即2015年英国大选四天后，他宣布退党。他发表声明说：
 在过去的一年里，我发现自己对党失去了信心，因为他们当选后会考虑采取消极的商业政策和普遍的反企业观念。我曾多次向党内最高层人士表达过这一点。我在1997年加入了新工党，但最近，特别是在商业方面，我感觉到政策正在向旧工党所主张的方向靠拢。今年年初我决定，无论大选结果如何，都要退党。
2016年伦敦市长选举前，舒格称自己在政治上很受欢迎，并反复敦促公众不要投票给萨迪克·汗。但最终，萨迪克·汗获胜了。
在2016年英国脱欧公投中，他支持“留欧”运动。2017年5月，舒格在2017年英国大选中支持特蕾莎·梅。
2017年6月，舒格接受伦敦广播公司尼克·法拉利的电台采访，在被问及2017年大选结果时，他说：“这非常非常令人惊讶。我认为特蕾莎·梅和保守党在竞选活动中对公众的承诺太少了，我想很多人会同意我的看法。”“在吸引年轻人和受过良好教育的人方面，杰里米·科尔宾做得非常好。我想补充一点，那些投票给他的人非常聪明，也受过良好教育，但没有太多生活经验。”
2018年3月31日，在工党的政客投诉后，舒格删除了一条推文。该推文附了一张合成照片，照片上工党领袖杰里米·科尔宾与希特勒一起坐在车里。该事件发生前，科尔宾表示在解决英国工党的反犹太主义问题上，该党“必须做得更好”。影子财政大臣约翰·麦克唐纳敦促舒格“删除并否定”这条推文。舒格回应称，他“不是始作俑者”，“对工党来说也是无风不起浪”。
2018年4月5日，舒格发表了一首奥德（一种诗歌），批评英国工党领袖杰里米·科尔宾。
2018年12月，舒格在接受电视采访时称，如果科尔宾当选首相，他将离开英国。
在2019年保守党党魁选举中，舒格支持鲍里斯·约翰逊。后来他在2019年大选中也支持保守党。

## 个人生活
舒格曾表示自己是无神论者，但仍为自己的犹太血统感到自豪。1968年4月28日，舒格与安·西蒙斯（Ann Simons，以前是美发师）在伦敦大波特兰街结婚。他们有丹尼尔和西蒙两个儿子，和路易丝（Louise）一个女儿。他们夫妇住在埃塞克斯郡奇格韦尔。舒格拥有一架4座西锐SR22飞机，以及一架13座巴西航空工业莱格塞650喷气式飞机。2008年7月5日，舒格驾驶他的西锐在曼彻斯特城市机场的草地跑道尝试着陆时，由于天气恶劣、场地湿滑，舒格在着陆后冲出了跑道。尽管飞机受到轻微损坏并因此停飞，但没有造成人员伤亡。
据2009年2月报道，因以色列在加沙持续进行军事行动，《太阳报》报道称舒格被列入了英国犹太人“打击名单”，随后他对《太阳报》发起了诉讼。据称，这些威胁是由格伦·詹维发出的，他以虚假身份在一个穆斯林网站上发帖，并成为了《太阳报》原始报道的来源。2020年6月10日，1975年就成为飞行员的舒格在Twitter上宣布，他将从美国接收一架2020新款西锐SR22T单引擎飞机。他在美国拥有一处位于佛罗里达的住宅和多艘船只，其中包括一艘名为“小浴缸”（Little Tub）的翻新船和一艘超级游艇。
2015年，舒格的财富估计为10.4亿英镑（截至2023年为1,226,845,600英镑）。
2020年12月，他透露他的哥哥（或弟弟）和姐姐均死于COVID-19。
因舒格在工党内谈论反犹太主义，70岁的帕特里克·戈麦斯（Patrick Gomes）向他发出了反犹太死亡威胁。2022年2月，戈麦斯被判入狱三年半。

## 荣誉与慈善事业
因“对家庭计算机和电子行业的贡献”，舒格被授予2000新年荣誉爵士。他拥有两个荣誉科学博士学位，一个是1988年由伦敦大学城市学院授予，另一个是2005年由布鲁内尔大学授予。他是犹太关怀组织和大奥蒙德街医院等慈善机构的慈善家，并于2001年向英国工党捐赠了20万英镑。2009年7月20日，舒格被授予伦敦哈克尼区克莱普顿的舒格男爵终身贵族。2015年10月29日，舒格被英国公司Richtopia评选为“最具影响力的百位英国企业家”第5名。2017年，他在“埃塞克斯权力百强”排行榜上排名第一，被称为埃塞克斯最有权力的人。
|  | 備注2010年3月15日授予 飾章Perched on three square billets abutting in fess Argent a cockerel Azure supporting with the dexter claws a sugar cane Vert. 盾紋Per chevron throughout Argent and Azure per saltire abased counterchanged a square billet and two spurs rowels upwards in chevron counterchanged. 扶盾者On either side an owl guardant Azure beaked and legged Or each statant on one leg a spool Azure of coiled film-stock unwinding therefrom a length of film Proper reflexed behind the back and held in the beak. 銘言Tute Id Fac |

## 争议

### 性别歧视法
舒格被指责对女性的态度“过时”。1970年代的英国法律规定，女性在面试时被问及是否打算生孩子是歧视性的，因此是非法的。舒格被指说过：“这些法律对女性来说适得其反，这是底线。你不能问，所以这很简单——只要不雇用她们即可。女性找工作会更难。”

### 推文
2013年9月30日，舒格在推特上发布了一张中国孩子哭泣的照片，“因为他被告知离开IPhone 5生产线”。默西赛德警察局的仇恨犯罪专业调查小组对该消息进行了调查。尽管没有发生犯罪事件，该小组仍决定将其归为“仇恨事件”。
2018年6月20日，舒格在推特上发布了一张塞内加尔国家足球队的照片，照片上还画上了手袋和太阳镜，并称其中一些球员看起来就像他在马贝拉遇到的小贩。在被指责为种族歧视后，他辩解称自己的推文只是一个笑话，后又将其删除。

## 扩展阅读
- David Thomas.  [艾伦·舒格——阿姆斯特拉德的故事] 平装本. 1991. ISBN 978-0-330-31900-3 （英语）.
- 艾伦·舒格.  [学徒：如何被雇用而非被解雇] （英语）.
- 艾伦·舒格.  [所见即所得：我的自传（英语：What You See Is What You Get (book)）] 精装本. 2010. ISBN 978-0-230-74933-7 （英语）.